# Le Mesnil-Opac

Le Mesnil-Opac este o comună în departamentul Manche, Franța. În 1 ianuarie 2018 avea o populație de 249 de locuitori.